# Mutarotazione

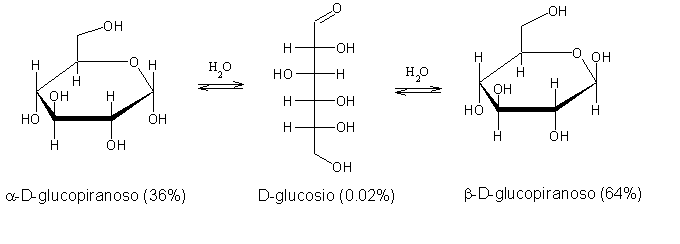
Equilibrio tra la forma a catena aperta e le forme anomeriche relative al glucosio. α-D-glucopiranoso possiede potere rotatorio + 112° mentre β-D-glucopiranoso ruota il piano della luce polarizzata di + 18,7°. Dopo mutarotazione si osserva un valore di equilibrio corrispondente a + 52,6°.

La mutarotazione è un fenomeno, osservato per la prima volta nel 1846, che consiste nel cambiamento di potere rotatorio osservato per alcuni carboidrati in soluzione.

## Spiegazione

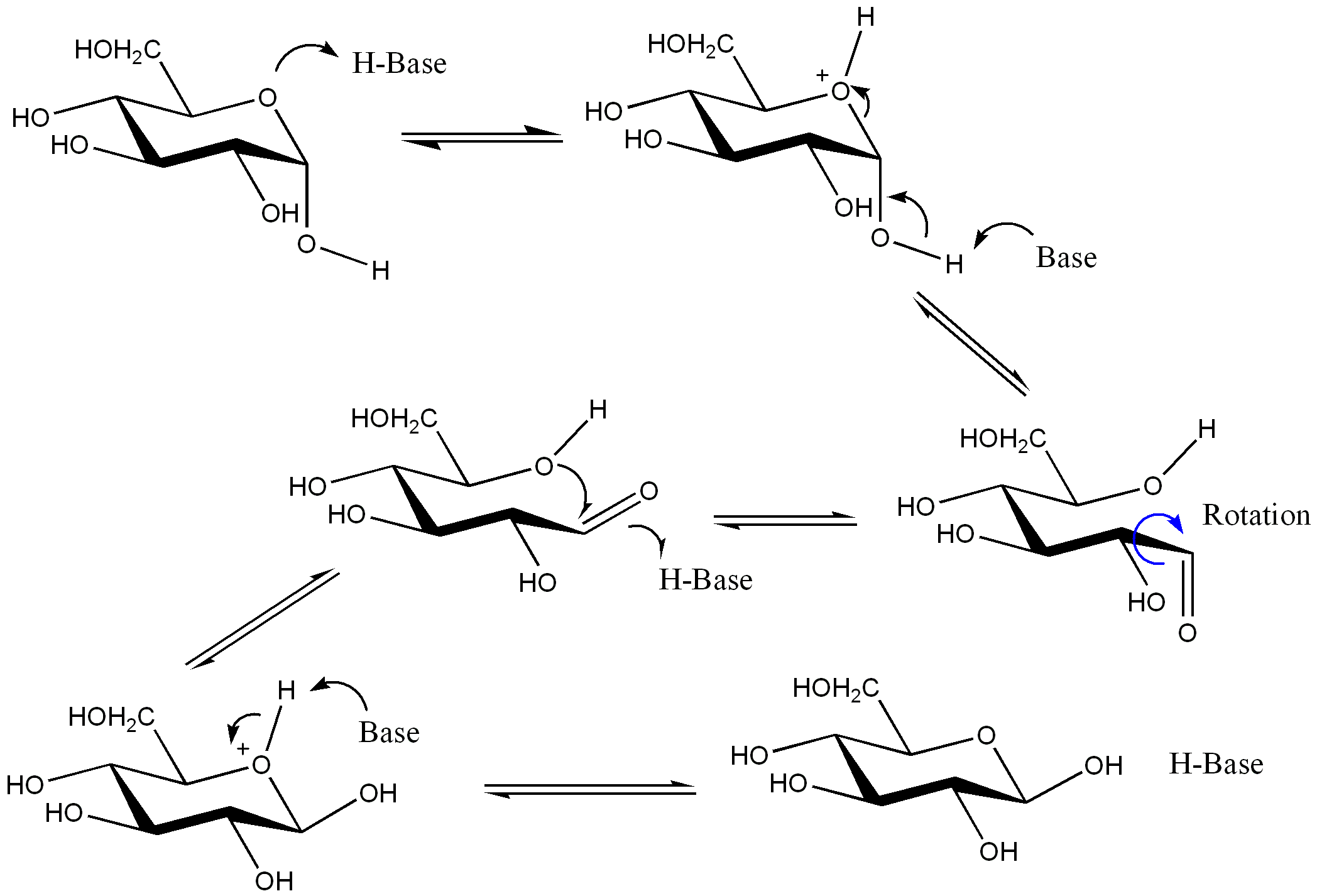
meccanismo della mutarotazione.

Il diverso comportamento ottico deriva dall'instaurarsi di un equilibrio tra la forma a catena aperta (termodinamicamente sfavorita e presente solamente in tracce) e i diversi anomeri emiacetalici ciclici.
Ad esempio, col passare del tempo si nota che il potere rotatorio di una soluzione di α-D-glucopiranosio dal valore originario di + 112° tende a diminuire fino a raggiungere, dopo essere trascorso un certo periodo di tempo, il valore + 52,6°. Allo stesso modo, il β-D-glucopiranosio, che presenta una iniziale rotazione specifica di + 18,7°, modifica il suo potere rotatorio fino a portarlo al valore di + 52,6°.
La mutarotazione si spiega con l'esistenza di un equilibrio tra la forma a catena aperta del D-(+)-glucosio e le forme emiacetaliche cicliche α e β. Sempre nel caso del glucosio, la forma a catena aperta ad equilibrio raggiunto sarà presente in quantità minime, mentre la forma anomerica presente in quantità maggiore è quella del β-D-(+)-glucopiranosio, in virtù della maggiore stabilità conferita dalla presenza in posizione equatoriale di tutti i gruppi diversi dall'idrogeno.
Anche i disaccaridi che possiedono un carbonio anomerico presentano la mutarotazione: ad esempio maltosio e lattosio mostrano variazione del potere rotatorio, invece il saccarosio possedendo un legame 1,2 tra glucosio e fruttosio non ha atomi di carbonio anomerici e non presenta mutarotazione. Anche i polisaccaridi, come la cellulosa, non mostrano mutarotazione a causa delle dimensioni della molecola.